# Falchi Modena
I Falchi Modena sono stati una squadra di football americano di Pavullo e Modena.
Sono eredi diretti dei Diavoli Milano che parteciparono ai primi tre campionati italiani.
Dal 1982 al 1987 hanno partecipato ai campionati italiani di serie A, senza mai vincerli ma ottenendo in due occasioni l'accesso ai playoff.

## Dettaglio stagioni

### Tornei nazionali

#### Campionato

##### Campionato LIF/AIFA/Serie A
| Stagione | regular season | regular season | regular season | regular season | regular season | regular season | playoff | playoff | playoff | playoff | playoff | playoff          | playoff       |
|          | Vin            | Par            | Per            | Tot            | PF             | PS             | Vin     | Per     | Tot     | PF      | PS      | risultato        | avversaria    |
| -------- | -------------- | -------------- | -------------- | -------------- | -------------- | -------------- | ------- | ------- | ------- | ------- | ------- | ---------------- | ------------- |
| 1980     | 3              | 1              | 2              | 6              | 87             | 42             | -       | -       | -       | -       | -       | -                | -             |
| 1982     | 2              | 0              | 8              | 10             | 26             | 185            | -       | -       | -       | -       | -       | -                | -             |
| 1983     | 1              | 0              | 9              | 10             | 22             | 211            | -       | -       | -       | -       | -       | -                | -             |
| 1984     | 5              | 1              | 4              | 10             | 161            | 74             | -       | -       | -       | -       | -       | -                | -             |
| 1985     | 6              | 0              | 6              | 12             | 130            | 143            | -       | -       | -       | -       | -       | -                | -             |
| 1986     | 6              | 1              | 3              | 10             | 174            | 120            | 0       | 1       | 1       | 2       | 13      | Ottavi di finale | Angels Pesaro |
| 1987     | 7              | 0              | 5              | 12             | 208            | 153            | 0       | 1       | 1       | 13      | 44      | Ottavi di finale | Doves Bologna |
| Totale   | 30             | 3              | 37             | 70             | 808            | 928            | 0       | 2       | 2       | 14      | 57      |                  |               |

Fonte: Enciclopedia del Football - A cura di Roberto Mezzetti

##### Campionato FIFA
Questo torneo non è considerato ufficiale.
| Stagione | regular season | regular season | regular season | regular season | regular season | regular season | playoff | playoff | playoff | playoff | playoff | playoff   | playoff     |
|          | Vin            | Par            | Per            | Tot            | PF             | PS             | Vin     | Per     | Tot     | PF      | PS      | risultato | avversaria  |
| -------- | -------------- | -------------- | -------------- | -------------- | -------------- | -------------- | ------- | ------- | ------- | ------- | ------- | --------- | ----------- |
| 1977     | -              | -              | -              | -              | -              | -              | 1       | 1       | 2       | 44      | 25      | Finale    | Tori Torino |
| Totale   | -              | -              | -              | -              | -              | -              | 1       | 1       | 2       | 44      | 25      |           |             |

Fonte: Enciclopedia del Football - A cura di Roberto Mezzetti

##### Campionato LIF
Questo torneo svolto durante un periodo di scissione federale - pur essendo del massimo livello della propria federazione - non è considerato ufficiale.
| Stagione | regular season | regular season | regular season | regular season | regular season | regular season | playoff | playoff | playoff | playoff | playoff | playoff   | playoff    |
|          | Vin            | Par            | Per            | Tot            | PF             | PS             | Vin     | Per     | Tot     | PF      | PS      | risultato | avversaria |
| -------- | -------------- | -------------- | -------------- | -------------- | -------------- | -------------- | ------- | ------- | ------- | ------- | ------- | --------- | ---------- |
| 1981     | 0              | 0              | 3              | 3              | 6              | 70             | -       | -       | -       | -       | -       | -         | -          |
| Totale   | 0              | 0              | 3              | 3              | 6              | 70             | -       | -       | -       | -       | -       |           |            |

Fonte: Enciclopedia del Football - A cura di Roberto Mezzetti

#### Altri tornei
| Stagione  | regular season | regular season | regular season | regular season | regular season | regular season | playoff | playoff | playoff | playoff | playoff | playoff    | playoff       |
|           | Vin            | Par            | Per            | Tot            | PF             | PS             | Vin     | Per     | Tot     | PF      | PS      | risultato  | avversaria    |
| --------- | -------------- | -------------- | -------------- | -------------- | -------------- | -------------- | ------- | ------- | ------- | ------- | ------- | ---------- | ------------- |
| MARS 1986 | -              | -              | -              | -              | -              | -              | 0       | 1       | 1       | 0       | 35      | Semifinale | Doves Bologna |
| Totale    |                |                |                |                |                |                | 0       | 1       | 1       | 0       | 35      |            |               |

Fonte: Enciclopedia del Football - A cura di Roberto Mezzetti

### Riepilogo fasi finali disputate
| Anno | Luogo   | Evento                                 | Fase del torneo  | Incontro                      | Risultato |
| 1977 | Massa   | Campionato FIFA                        | Finale           | Diavoli Milano - Tori Torino  | 8 - 13    |
| 1986 | Bologna | Torneo Memorial Angelo Rodolfo Stiassi | Semifinale       | Doves Bologna - Falchi Modena | 35 - 0    |
| 1986 | Pesaro  | Serie A AIFA                           | Ottavi di finale | Angels Pesaro - Falchi Modena | 13 - 2    |
| 1987 | Bologna | Serie A AIFA                           | Ottavi di finale | Doves Bologna - Falchi Modena | 44 - 13   |